# Aquent
Aquent — це штатна компанія, яка спеціалізується на розміщенні тимчасових працівників у маркетинговій та креативній індустрії. За даними аналітиків кадрової галузі, вона є однією з «найбільших фірм, що займаються маркетингом / креативним персоналом у Сполучених Штатах». Aquent також працює на міжнародному рівні з офісами в Японії, Канаді, Австралії, Франції, Великій Британії та Нідерландах.

## Історія
Студенти Гарвардського коледжу Джон Чуанг, Міа Венджен та Стів Капнер у 1986 році заснували набірний бізнес під назвою Laser Designs зі свого гуртожитку. Бізнес розростався, і вони додали тимчасовий персонал, пов'язаний з навчанням Mac, як пропозицію і назвали це MacTemps. MacTemps зростав, додавши не-Mac, а також постійні місця розміщення. Оскільки MacTemps більше не відображає бізнес, вони змінили свою назву на Aquent, що означало «не послідовник» на латині.
Компанія істотно зросла та опанувала нові сфери бізнесу.
Компанія зафіксувала падіння доходів у 2001 р. Щоб протистояти падінню бізнесу, Aquent придбав Renaissance Worldwide Inc., ІТ-консалтингову та кадрову фірму, за 106 мільйонів доларів. У той час Aquent був відомий тим, що пропонував кадри друкованих та вебдизайнерів. Угода дозволила Aquent також запропонувати службовців підтримки, що було розглянуто компанією як доповнення як пакетне рішення. Придбання Renaissance також включало муніципальну та державну дочірню компанію з питань ІТ-консалтингу, яка, як спочатку планувалося, була продана місяцями пізніше в 2002 році компанії EOne Global за 45 мільйонів доларів.
У 2003 році компанія зробила ворожу пропозицію щодо поглинання корпорації Computer Horizons Corporation, компанії з надання послуг з обчислювальних мереж із сегментом бізнесу, що забезпечує персонал. Aquent через свого інвестиційного банкіра Robert W. Baird & Co. спочатку звернувся до керівництва Computer Horizon 3 квітня 2003 р. із запрошенням повечеряти, що було відхилено Біллом Мерфі, президентом та виконавчим директором Computer Horizons. Потім Aquent 14 квітня 2003 р. розпочав тендерну пропозицію щодо готівкових грошей, що оцінило Computer Horizons у 154 млн. Доларів. Ця пропозиція була заперечена керівництвом, і в травні пропозиція відхилена.
У 2005 році Aquent придбав Corporate Project Resources Inc. (CPRi), кадрове агентство з маркетингових робіт, на 25 мільйонів доларів і перейменував його у Aquent Marketing Staffing, зберігаючи свою діяльність у Чикаго.
У 2006 році Aquent придбав Sakson & Taylor, що базується в Сіетлі, кадрове агентство, що займається розробкою та дизайном вмісту, значною мірою присутньою в Microsoft, а також офіси в кількох інших містах. Торгова марка Sakson & Taylor (із доданою «компанією Aquent») зберігалася протягом декількох років, але більше не використовується. Колишній штаб-квартира Sakson & Taylor тепер є офісом Aquent's в Сіетлі.
У 2011 році Aquent запустив новий підрозділ, який зосереджується на розміщенні «цифрових креативів» у відділах маркетингу та рекламних агентствах для призначення контрактів.
У 2018 році Aquent придбав Dev6, консалтингову компанію, яка проводить навчальні курси для розробників додатків.

## Студії
У 2003 році Aquent Studios запустив маркетинговий підрозділ у Aquent, який надає компаніям студію на / поза сайтом, яка виробляє креативний та маркетинговий контент. Aquent Studios також працює на міжнародному рівні.